# オリウエラCF
オリウエラCF（Orihuela CF）は、スペイン・オリウエラに本拠地を置くサッカークラブ。1993年創立。2021-22シーズンはテルセーラ・ディビシオンRFEFに所属している。エスタディオ・ムニシパル・ロス・アルコスをホームスタジアムとしている。
1944年から1993年まで存在したオリウエラ・デポルティーバCFが前身である。

## 歴史
1993年8月4日、オリウエラJD(Orihuela Juventud y Deportes)のペドロ・アルバラシン会長は、バレンシア州サッカー協会からオリウエラCF(Orihuela Club de Fútbol)へのクラブ名変更許可の通知を受け取った。その数ヶ月前、アトレティコ・オリウエラ(Atlético Orihuela)のフベニールチームはフベニール年代の全国リーグへの昇格を決めており、オリウエラJDのアルバラシン会長とアトレティコ・オリウエラのフランシスコ・ゴンサレス会長は合併に合意していた。歴史あるオリウエラ・デポルティーバCFがまだ存在していたため、合併後最初期のユニフォームはオリウエラJDのカラーを採用し、オレンジ色のシャツ、白色のパンツだった。オリウエラ・デポルティーバCFが1994年に消滅すると、オリウエラCFは黄色と青色のユニフォームを採用し、オリウエラ市で最も重要なクラブとなった。1993年から1996年まではバレンシア州のプリメーラ・レヒオナル（州2部）に参戦し、1996年にレヒオナル・プレフェレンテ（州1部）に昇格した。
1996-97シーズン末、アンヘル・フェノル新会長はCDロス・ガレスからテルセーラ・ディビシオン（4部相当）参戦の権利を買い取り、オリウエラは新時代に突入した。パコ・ゴメス会長の下、2001-02シーズン終了後には昇格プレーオフを経てクラブ史上初のセグンダ・ディビシオンB（3部相当）昇格を決めた。しかし、2002-03シーズンは20位でテルセーラ降格となった。2003-04シーズンも悪い流れを変えられず、ゴメスはFCカルタヘナの会長に就任。オリウエラの会長でもありながら、新しく購入したカルタヘナに力を注いだ。2005-06シーズン終了後には再びセグンダB昇格を果たした。しかし、度を越した出費によって財政難に悩まされ、2008-09シーズン初めには、共同所有者の一人だったアントニオ・ペドレーラが新会長に就任した。オリウエラはシーズン後半戦に巻き返して残留を決めた。選手として加入したルイス・テベネは2008年末に新監督に就任し、オリウエラの復調の立役者のひとりとなった。しかし、2009年にフェルナンド・プレサが会長に就任すると、テベネの監督の座は保証されず、プレサ会長は新たな監督や新たな選手を獲得した。
テルセーラ・ディビシオン降格を回避するためには、プレサ会長率いる経営陣が借金の返済をする必要があったが、彼らは返済を行なうことなくクラブを離れた。少し間を置いて、かつての経営陣が再び就任し、返済期限ぎりぎりに返済を終えた。オリウエラはセグンダBに残留し、フランシスコ・ロドリゲスが新会長となった。これらの問題はクラブにとって良くない結果を招き、新経営陣らはプレサ元会長によって行なわれた高額年俸選手との契約の撤回を行なわねばならなかった。また、すでに新加入選手の合流はプレシーズン中にずれ込んだ。これら一連の躓きにもかかわらず、2009-10シーズン前半戦のオリウエラは好成績を収め、セグンダB残留がほとんど確実なものに思えた。経営陣はこの状況を利用し、総年俸削減のためにアドリアン・リーパ、ホセ・マヌエル・メサ、アレックス・コロラードなどの主力選手を売却した。このため、2009-10シーズンの残り期間は苦しんだが、最後に盛り返して7位となった。シーズン後半戦途中には、ナチョ・コバレーダがクラブ初の会長選挙によって新会長に就任したが、1ヶ月後にはアントニオ・フェリセスがコバレーダの後任の会長に就任した。

## 成績
| シーズン | ディヴィジョン | 順位 | コパ・デル・レイ |
| -------- | -------------- | ---- | ---------------- |
| 1993–97  | レヒオナレス   | —    |                  |
| 1997-98  | テルセーラ     | 7位  |                  |
| 1998-99  | テルセーラ     | 1位  |                  |
| 1999-00  | テルセーラ     | 4位  |                  |
| 2000–01  | テルセーラ     | 2位  |                  |
| 2001–02  | テルセーラ     | 1位  |                  |
| 2002–03  | セグンダB      | 20位 | 予選敗退         |
| 2003–04  | テルセーラ     | 5位  |                  |
| 2004–05  | テルセーラ     | 5位  |                  |

| シーズン | ディヴィジョン | 順位 | コパ・デル・レイ |
| -------- | -------------- | ---- | ---------------- |
| 2005–06  | テルセーラ     | 1位  |                  |
| 2006–07  | セグンダB      | 7位  | 2回戦敗退        |
| 2007–08  | セグンダB      | 5位  |                  |
| 2008–09  | セグンダB      | 11位 | ベスト32         |
| 2009–10  | セグンダB      | 7位  |                  |
| 2010–11  | セグンダB      | 4位  | 3回戦敗退        |
| 2011–12  | セグンダB      | 2位  |                  |
| 2012–13  | セグンダB      | —    | 1回戦敗退        |

- 7シーズン - セグンダ・ディビシオンB（3部相当、1977年創設）
- 8シーズン - テルセーラ・ディビシオン（4部相当、1977年までは3部相当）
- 4シーズン - ディビシオネス・レヒオナレス（5部以下相当、1977年までは4部以下相当）

## 歴代監督
- フアン・マヌエル・アセンシ 2002
- マノロ・アルファロ 2015

## 歴代所属選手
- マルコス・アルグエージョ
- クリスティアン・グレン
- ロムロ・セベリーニ
- マルティン・タルタラ
- ダミアン・ティンパーニ
- キリー・アルバレス
- ホセ・ルイス・ディエスマ
- キケ・マテオ
- キコ・ラトン
- マノロ・カサス
- ホセ・マヌエル・メサ
- ハビエル・メセゲール
- フランシスコ・ハビエル・ピネーダ
- ホセ・マヌエル・ロカ
- ホセ・シグエンサ
- ルイス・テベネ
- フランシスコ・ハビエル・ロドリゲス・ヴィルチェス